# 드로이드 (글꼴)

드로이드(Droid)는 2007년에 처음 출시된 글꼴이다. 어센더 코퍼레이션이 오픈 핸드셋 얼라이언스 플랫폼 안드로이드에 사용할 목적으로 개발했으며 아파치 라이선스로 라이선스되어 있다. 이 글꼴은 모바일 핸드셋의 작은 화면에 사용하기 위해 고안되었으며 어센더 코퍼레이션의 스티브 맷슨에 의해 디자인되었다. 이 글꼴의 명칭은 오픈 핸드셋 얼라이언스 플랫폼인 '안드로이드'에서 기원한다.

## 예시

드로이드 세리프(Droid Serif)
드로이드 산스(Droid Sans)*
드로이드 산스 모노

* 기타 산스 글꼴들과 달리 대문자 I에 세리프가 있다. 이는 노토 폰트에도 반영되어 있다.

## 같이 보기
- 로보토
- 노토 폰트
- 오픈 소스 유니코드 서체